# Гелен Тейлор
Леді Гелен Марина Люсі Тейлор (англ. Lady Helen Marina Lucy Taylor, при народженні Віндзор; нар. 28 квітня 1964, Бакінгемшир, Велика Британія) — донька принца Едварда, герцога Кентського, і Кетрін, герцогині Кентської, правнучка Георга V. Наразі вона є 47-ою в черзі успадкування британського престолу.

## Дитинство і юність
Леді Гелен народилася в Коппінсі, заміському будинку в Айвері, Бакінгемшир. Вона здобула освіту в школі Ітон-Енд у Датчеті, потім у школі Св. Марії, Вантеджі  та Гордонстоуні. 
Вона була однією з 20 учениць шостого класу «в міцному чоловічому середовищі Гордонстауна», — писав Алан Гамільтон.
У 1980-х роках її хлопцем був Найджел Оукс, який «привів в жах королеву» після того, як вона таємно привезла його до будинку її батьків, Йорк Хаус, Сент-Джеймський палац.
За словами барабанщика Лола Толхерста, леді Гелен була «шаленою прихильницею «Cure» та познайомилася з гуртом за лаштунками на початку 80-х років.

## Кар'єра
Після того, як Гелен залишила Гордонстоун, вона відчайдушно прагнула приїхати до Лондона та заробляти гроші. Тому почала працювати з 1984 року в аукціонному домі Christie's.
Леді Гелен працювала з арт-дилером Карстеном Шубертом між 1987 і 1991 роками.
Протягом 17 років леді Гелен була послом моди та музою Джорджіо Армані.

## Шлюб і діти
У 19 років леді Гелен познайомилася з Тімоті Вернером Тейлором (нар. 8 серпня 1963), торгівцем творами мистецтва, старшим сином командира Королівських ВМС Майкла Вернера Тейлора, і Сьюзен Джеральдін Персі. Вони одружилися через дев'ять років, 18 липня 1992 року, в каплиці Святого Георгія Віндзорського замку. Наречена одягла на своє весілля сукню від Джорджіо Армані.
У 1998 році її чоловікові діагностували хворобу Ходжкіна.
У леді Хелен та її чоловіка четверо дітей, які відразу за нею слідують в лінії успадкування британського престолу:
- Коламбус Джордж Дональд Тейлор (народився 6 серпня 1994 р.)
- Кассіус Едвард Тейлор (народився 26 грудня 1996 року), який вивчав управління мистецтвом у Goldsmiths
- Елоїза Олівія Кетрін Тейлор (народилася 2 березня 2003 р.)
- Естелла Ольга Елізабет Тейлор (народилася 21 грудня 2004 р.)

## Благодійність
Вона є покровителькою благодійної організації CLIC Sargent для дітей, які хворіють на рак.
Гелен є довіреною особою Королівської благодійної організації проти раку Марсдена.
Вона входить до консультативної ради Glyndebourne Festival Opera після того, як була її патроном.